# Rasheed Wallace

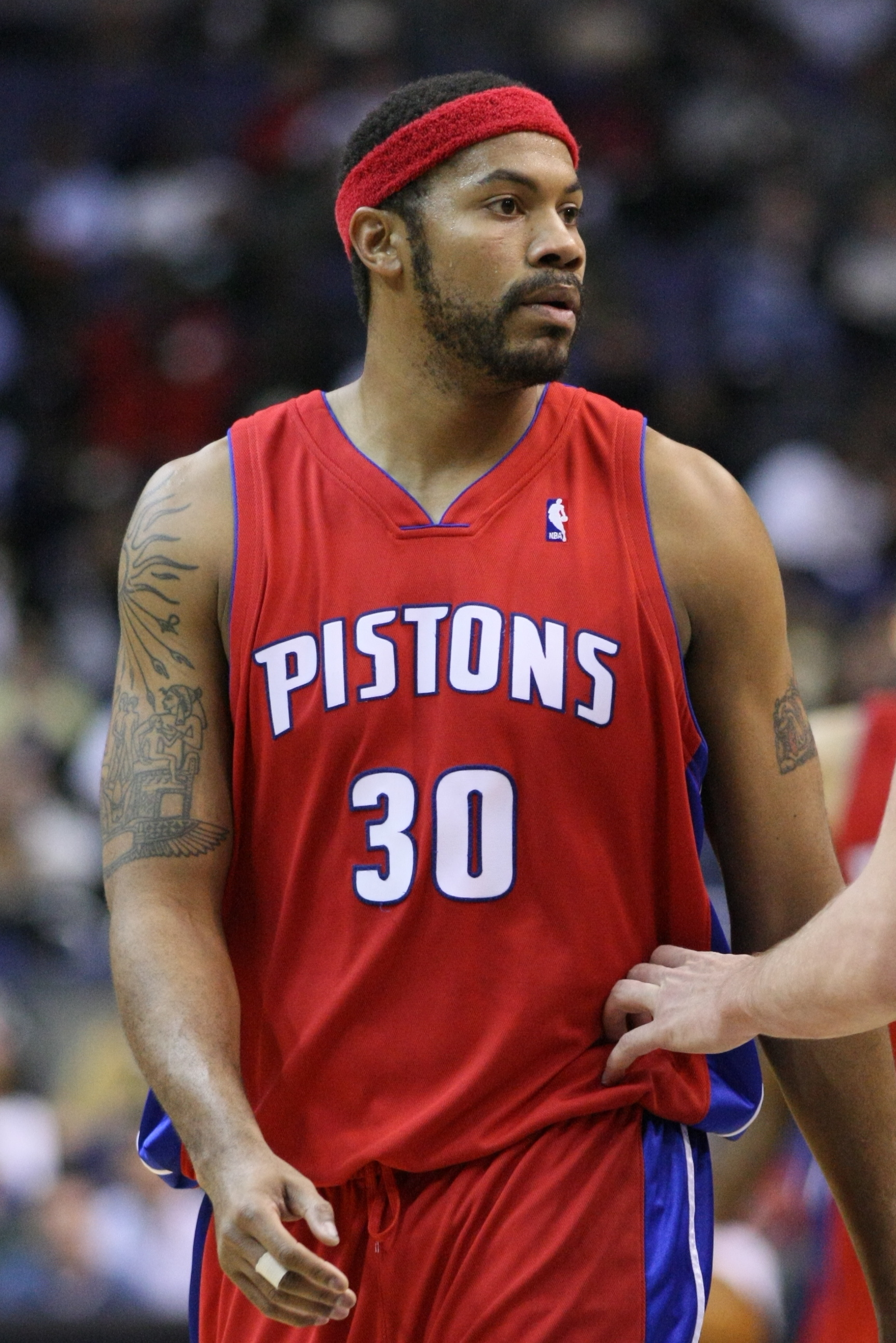
Rasheed Wallace 2008.

Rasheed Abdul Wallace, född 17 september 1974 i Philadelphia, Pennsylvania, är en amerikansk baskettränare och före detta basketspelare.

## Spelarkarriär

### Tidig karriär
Rasheed Wallace draftades som fjärde valet i första rundan 1995 av Washington Bullets. Wallace inledde sin basketkarriär på Simon Gratz High School i Philadelphias innerstad. Efter några mycket lyckade säsonger, där han bland annat utsågs av tidningen USA Today till årets High School-spelare säsongen 1992-1993, blev han rekryterad av legendariske Collegetränaren Dean Smith till University of North Carolina at Chapel Hill (UNC), där bland andra Michael Jordan tidigare spelat.

### Washington Wizards
Efter sin andra säsong vid UNC gjorde sig Rasheed Wallace tillgänglig för 1995 års NBA-draft. Han blev vald som fjärde totalt, av Washington Bullets (Senare Washington Wizards) och spelade där under sin första säsong i ligan. När Bullets sommaren 1996 fick en chans att byta till sig Portland Trail Blazers Rod Strickland gick Rasheed Wallace åt andra hållet. Flytten blev ett lyft för båda klubbarna, på kort sikt för Bullets, och på något längre sikt för Trail Blazers.

### Portland Trail Blazers
Under den följande säsongen fick Rasheed Wallace sitt stora genombrott, då han från sin position som forward ledde Portland till slutspel, där man dock förlorade i första omgången mot Los Angeles Lakers. En bruten tumme höll Wallace borta från spel under en månad under 96-97.
Efter sin första säsong i Trail Blazers skrev Rasheed Wallace ett långtidskontrakt, och förblev en lagets bästa spelare tills han lämnade för Detroit Pistons 2004. Han ledde Portland till semifinaler 1999 och 2000. Båda åren förlorade man mot blivande mästarna, San Antonio Spurs respektive Los Angeles Lakers. 2000 samt 2001 blev Rasheed Wallace invald i NBA:s All Star Team.
Wallace blev under sina sju år i Portland ökänd för sin hårda, ofta brutala spelstil. Han fick även mycket kritik för sina ofta väldigt onödiga tekniska fouls, Han ligger både etta och tvåa i listan över flest tekniska fouls på en säsong, 38 stycken 97-98 samt 40 säsongen efter. 2003 blev Rasheed Wallace avstängd i sju matcher efter att ha hotat domaren Tim Donaghy efter en match. Avstäningen var den längsta som NBA någonsin utfärdat utan att våld eller droger varit inblandat. 2007 stängdes Tim Donaghy av på livstid som domare och dömdes till 15 månaders fängelse efter att ha varit huvudpersonen i en stor mut- och spelskandal.

### Detroit Pistons
Den 9 februari 2004 fick Rasheed Wallace packa väskorna igen. Efter en komplicerad bytesaffär, där Wallace under en match tillhörde Atlanta Hawks, hamnade Wallace i Detroit Pistons som i juni vann mot Lakers i NBA-finalen. Wallace var en viktig del i laget och kunde inför sin andra säsong i Pistons skriva på ett femårskontrakt värt 57 miljoner dollar. Under de följande säsongerna blev Detroit Pistons med Rasheed Wallace och Chauncey Billups i spetsen ett av ligans bästa lag, och gick ständigt långt i slutspelet, dock utan att vinna någon mer titel, 2006 var man nära, men föll i finalen mot Shaquille O'Neals och Dwyane Wades Miami Heat.

### Boston Celtics
Sommaren 2009 gick kontraktet med Pistons ut och Wallace var fri att skriva på för vilket lag han ville. Den 9 juli skrev han på för Boston Celtics, och blev därmed lagkamrat med storstjärnorna Kevin Garnett, Ray Allen och Paul Pierce, som tillsammans hade lett Celtics till NBA-titeln 2008. Trots en del kritik angående lagets ålder, lyckades Boston Celtics ta sig till final 2010, där man dock förlorade mot Los Angeles Lakers.
Rasheed Wallace har två år kvar på sitt kontrakt med Celtics, men enligt hans agent talar mycket för att han lägger skorna på hyllan redan nu.[när?]

## Lag

### Som spelare
- Washington Bullets (1995–1996)
- Portland Trail Blazers (1996–2004)
- Atlanta Hawks (2004)
- Detroit Pistons (2004–2009)
- Boston Celtics (2009–2010)
- New York Knicks (2012–2013)

### Som tränare
- Detroit Pistons (2013–2014, assisterande)